# Kakap

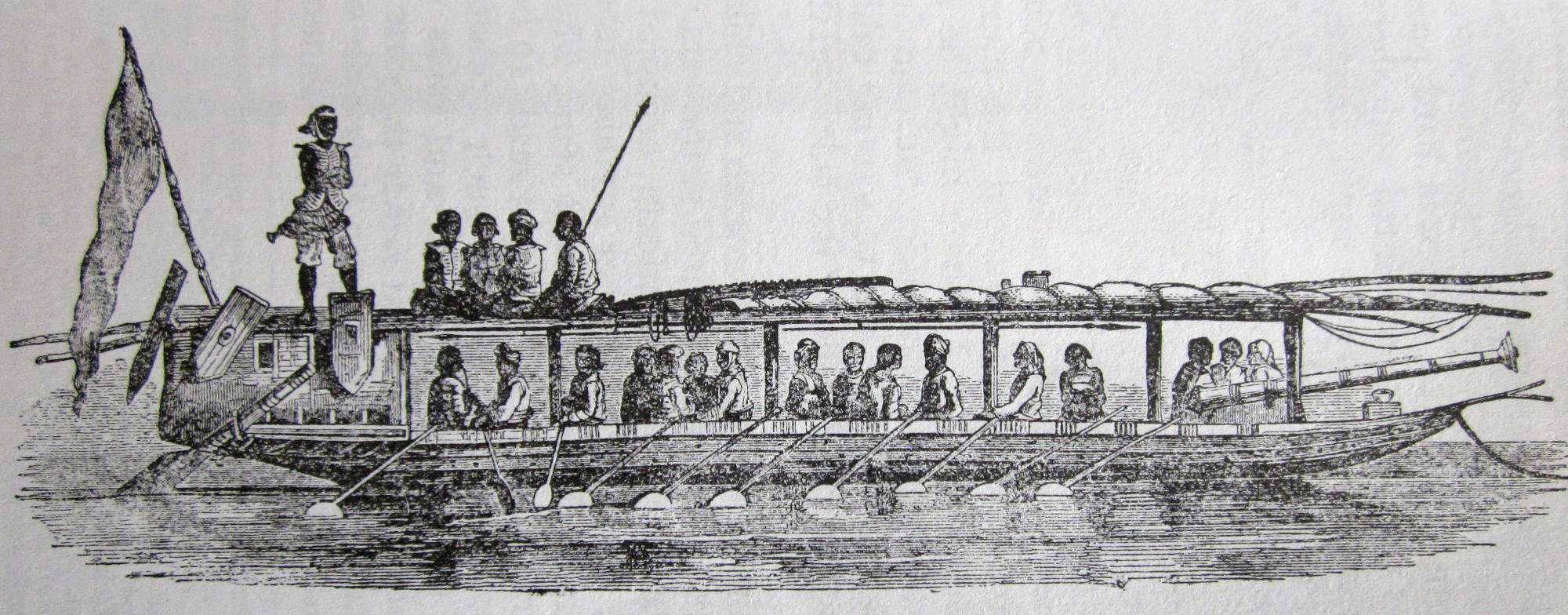
Kapap Iranun (Illustration de 1848). Un canon de petit calibre est visible à la proue et une voile et un mât pliés sont visibles sur le toit de la pirogue.

Kakap ou salisipan est un type de grande pirogue malaise traditionnelle à rames, parfois muni de balanciers, et pouvant être équipé d'un voile rectangulaire tanja sur un mât amovible. 
Parmi les Malais, ce type de bateau est utilisé comme bateau de passagers ou bateau de guerre, souvent en flottille accompagnant des types de bateaux plus grand : pangajava, garay ou lanong. Ce type d'embarcation est également utilisé par les Iranuns (Philippines et Malaisie), et les Orang Laut (Indonésie) et les Banguinguis (Philippines) pour la piraterie et des raids militaires sur les zones côtières.   

## Étymologie
Le nom "kakap" vient du mot malais signifiant "espion", "éclaireur", "guetteur" en référence à son usage militaire local. 

## Description
Ce type de bateau ressemble à un pangajava en plus petit et plus léger. Associé aux rames, il utilise également une voile tanja rectangulaire grée sur un mât amovible. Les planches de la coque ne sont pas clouées, mais sont fixées à l'aide d'une technique de cheville en bois et renforcées par des liens en rotin. 

Le plus grand kakap peut atteindre huit mètres de long et transporter 10 à 20 personnes. 

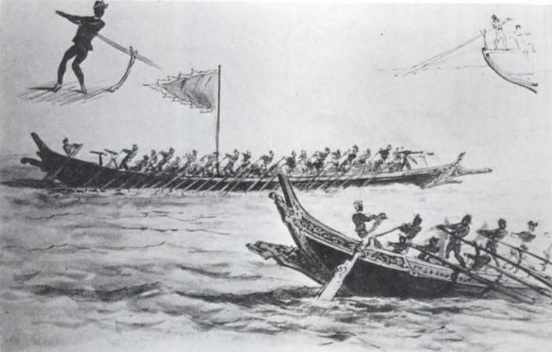
Kapap Iranun (Illustration de 1890 par Rafael Monleón).

## Usage
Les kakaps sont adaptés pour naviguer aussi bien en haute mer qu'en rivières. Léger et maniable, ils sont facilement transportables par leur équipage et peuvent accoster sur plages. En cas d'attaque, un kakap peut facilement atterrir sur la plage ou au bord d'une rivière afin que l'équipage s'enfuie vers les mangroves ou les palmeraies tout en emportant le bateau. 
Utilisé comme bateau de guerre, les kakaps ne voyagent pas seuls et accompagnent souvent des types de bateaux plus grands en flottille : pangajava, garay ou lanong. 
Ce type de navire est également utilisé pour la piraterie en mer ou des raids côtiers  par les Iranuns, les Orang Laut ou les Banguinguis. Les Orang Laut utilisent des kakaps pouvant accueillir 20 personnes.